# Andriscus
Andriscus (лат.) — род клопов из семейства древесных щитников. Эндемик Австралии

## Описание
Длина тела около 1 см. От близких родов отличается следующими признаками: Голова отклонена вниз, параклипеи треугольные, сужающиеся дистально, достигают дистального конца переднеспинки; 1-й усиковый сегмент не выступает или лишь слегка выступает за передний край головы, наполовину или менее половины длины головы; боковые края переднеспинки не волнистые, почти прямые; костальный бугорок надкрылий слабо выражен. Отверстие-носик ароматической железы короткий и овальный, занимающий одну треть или меньше ширины метаплеврона. Пронотум с 2 парами отростков, переднелатеральная пара довольно хорошо развита, короче заднелатеральной пары. Пронотум бороздчатый медиально, борозда окаймлена приподнятыми боковыми областями, образующими отчетливые противоположные створки. Антенны 5-члениковые. Лапки состоят из двух сегментов. Щитик треугольный и достигает середины брюшка, голени без шипов.
Известно около 5 видов
- Andriscus armatus (Dallas, 1851)
  - syn. Andriscus recurvus (Walker, 1867)[11]
  - syn. Duadicus recurvus Walker, 1867
  - syn. Rhaphigaster armatus Dallas, 1851
- Andriscus cinctus Van Duzee, 1905
- Andriscus telifer (Walker, 1867)
  - syn. Duadicus telifer Walker, 1867
- Andriscus terminalis Van Duzee, 1905